# Valdemeca
Valdemeca es un municipio y localidad española de la provincia de Cuenca, en la comunidad autónoma de Castilla-La Mancha. El término municipal, que cuenta con una población de 82 habitantes (INE 2024), está ubicado en el corazón de la serranía de Cuenca, que ocupa el noreste de la provincia y posee una notable variedad de paisajes, así como una gran riqueza de flora y fauna. 

## Geografía
El municipio tiene una superficie de 69,80 km² y su clima es continental. En el siglo XIX se menciona cómo buena parte del término está «poblado de pinos maderables, robles, encinas y otros arbustos». Por el municipio discurre un arroyo que es afluente del río Júcar.
El 8 de marzo de 2007 se declaró el parque natural de la Serranía de Cuenca y el término municipal de Valdemeca está incluido por completo en dicha área protegida. Así, el parque natural de la Serranía de Cuenca pasó a ser el 101 de la Red de Áreas protegidas de Castilla-La Mancha, estando todo el territorio del parque incluido en la Red Natura 2000 como zona de especial importancia para las aves (ZEPA) y como Lugar de Interés Comunitario (LIC).

## Historia
A mediados del siglo XIX, el lugar contaba con una población censada de 330 habitantes. La localidad aparece descrita en el decimoquinto volumen del Diccionario geográfico-estadístico-histórico de España y sus posesiones de Ultramar de Pascual Madoz de la siguiente manera:

VALDEMECA: v. con ayunt. en la prov. y dióc. de Cuenca (7 leg.), part. jud. de Cañete (2), aud. terr. de Albacete (22) y c. g. de Castilla la Nueva (Madrid 30). sit. al estremo NE. de la prov. en terreno montuoso, y á corta dist. de un pequeño arroyo, cuyas vertientes se dirigen al r. Júcar; el clima es algo frio, bien ventilado y poco propenso á enfermedades. Consta de 82 casas de mala construccion, inclusa la de ayunt.; para surtido de los vec. hay varias fuentes de buena calidad; la igl. parr. es un edificio regular, servida por un cura de entrada y un sacristan. El térm. confina por N. con el de Tragacete; E. Huerta del Marquesado y La Laguna; S. Huelamo, y O. Beamud de la Sierra: el terreno es montuoso, y á escepcion de unas 500 fan. de tierra que se cultivan, todo lo demas está poblado de pinos maderables, robles, encinas y otros arbustos; cruza su térm. un pequeño arroyo, del que ya hemos hablado: los caminos son locales y en mal estado. prod.: trigo, cebada, centeno, avena y bastantes patatas; se cria ganado lanar, cabrio y vacuno, y caza de liebres, perdices, conejos, algunos corzos y venados. ind.: la agrícola y pecuaria. comercio: la venta de los prod. sobrantes, y la importacion de arroz, bacalao, aceite y otros artículos de consumo diario. pobl.: 83 vec., 330 alm. cap. prod.: 826,500 rs. imp.: 41,325: el presupuesto municipal asciende á 2,200 rs. y se cubre con el prod. de pastos y de un horno de propios.
(Madoz, 1849, p. 279)

## Demografía
Valdemeca cuenta con una población de 82 habitantes (INE 2024).
| Gráfica de evolución demográfica de Valdemeca entre 1842 y 2021                                                     |
| |
| Población de derecho según los censos de población del INE Población de hecho según los censos de población del INE |

La población se reduce año tras año. Esta situación contrasta con los municipios del entorno de la Serranía como Huerta del Marquesado, Laguna del Marquesado o Tragacete, que en el último año han logrado frenar esta caída de su población, incrementando incluso su número de habitantes. 
En cualquier caso, pese a la situación de despoblación del municipio, en épocas estivales o en Semana Santa multiplica su población debido a las personas que poseen casas como segunda residencia, así como los turistas que se alojan en las diversas casas rurales que se encuentran en el municipio, pudiendo llegar a superar las 400 o 500 personas.

## Fauna y flora
Fauna
Los grandes mamíferos incluyen ciervos, gamos, corzos, zorros, cabras, gatos monteses y jabalíes, y entre los más pequeños conejos, comadrejas y ardillas.
Las aves son más visibles en vuelo o posadas en árboles o cortados rocosos. Entre las rapaces pueden avistarse águilas, buitres, alimoches, halcones, cernícalos, autillos y búhos reales. Abundan otras aves de menor porte como cuervos, urracas, picapinos y abubillas.
En zonas húmedas pueden encontrarse anfibios como la ranita de San Antonio y el sapillo pintojo. En lo que respecta a reptiles hay culebras y víboras.
Flora

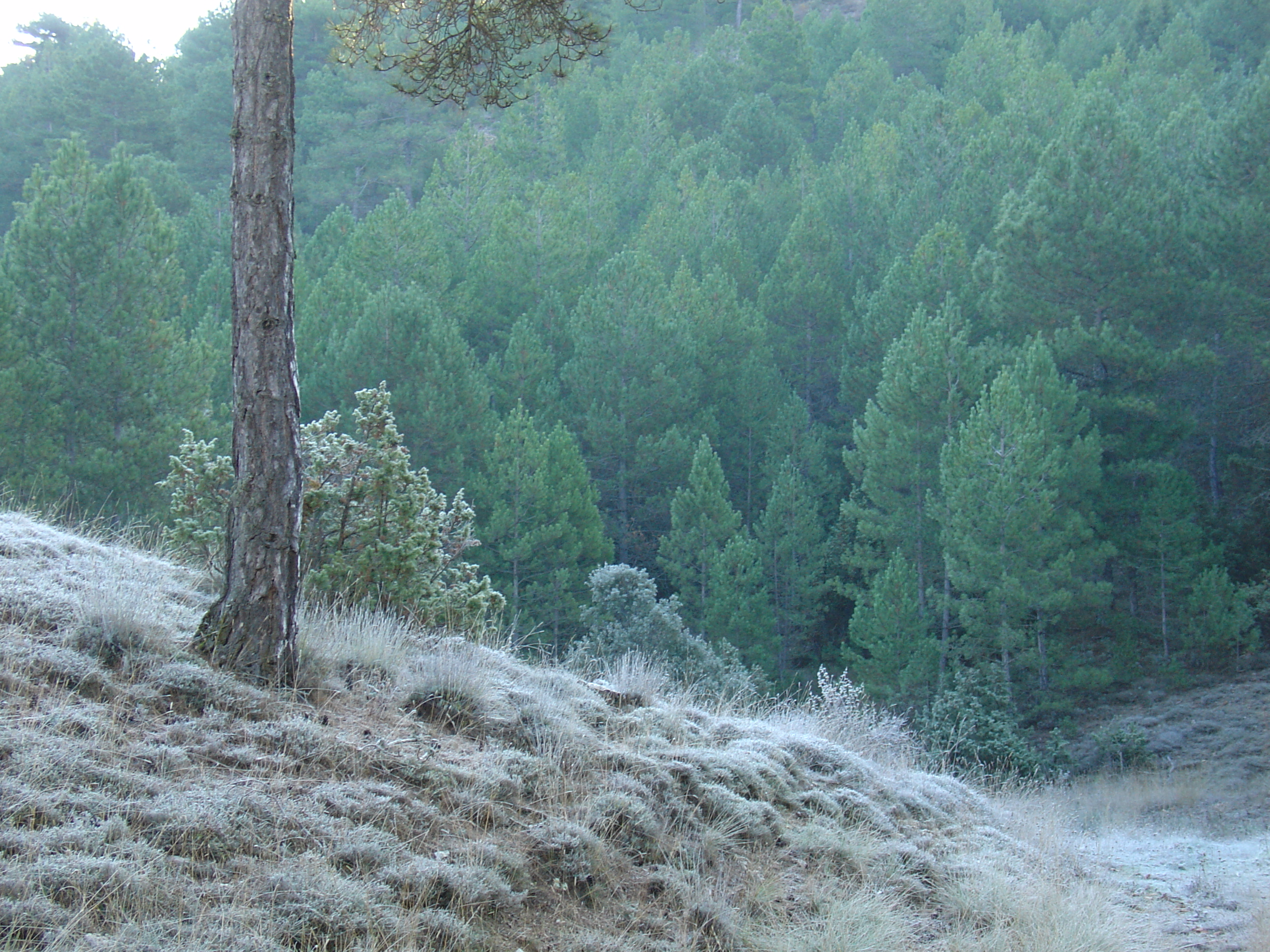
Pinar niscalero helado en la sierra de Valdemeca.

El clima mediterráneo continentalizado, la orografía y la altitud de la sierra configuran distintos hábitats –praderas, sotos fluviales, bosques y alta montaña– con una vegetación variada. Entre los árboles más significativos están el pino albar (Pinus sylvestris), el pino laricio (Pinus nigra), la sabina albar (Juniperus thurifera), el tejo (Taxus baccata), la encina (Quercus ilex), el roble albar (Quercus petraea). Se pueden encontrar un buen número de plantas medicinales: poleo e hinojo para el aparato digestivo; achicoria para el hígado; muérdago y diente de león para la circulación; tomillo y manzanilla para el sistema nervioso. No se olvide que algunas especies, como el acebo, están protegidas y no se puede recolectar.
En la zona existe una gran diversidad de hongos, especialmente en los pinares, consecuencia de la diversidad ecológica, la presencia de ambientes submediterráneos y de elevadas altitudes y precipitaciones, junto con la gran continuidad ecológica de los ecosistemas boscosos de este territorio. Entre las especies con mayor valor económico y gastronómico se encuentran trufas, níscalos o mizclos, boletos, colmenillas y champiñones.

## Patrimonio
En la calle de Belén se encuentra la iglesia parroquial, cuya fábrica contiene obras desde el siglo XIV hasta el XVI. Es de planta en forma de T, con dos arcos de sillería de medio punto, simétricos, a cada lado de la cabecera. La nave está cubierta con un artesonado que aún se conserva, aunque encalado. Una de las capillas pequeñas tiene un artesonado más rico y mejor conservado, con pinturas. A los pies está el coro elevado, de madera. El exterior es de mampostería encalada en partes, y rellena en esquinas y algunos tramos. En los pies se eleva la espadaña y tiene un jardín de entrada. a través de un arco apuntado sencillo. Está situada en el centro del pueblo y soporta algunas edificaciones adosadas. 
En la parte baja del pueblo se encuentran las escuelas donde durante el siglo XX, como bien indica su denominación, se enseñaba a los niños, pero actualmente se realizan exposiciones de fotografías antiguas de la población o comidas como el día de la Virgen de Belén.

## Fiestas y eventos

### Paisaje Ilustrado
El Paisaje Ilustrado es una iniciativa que pretende representar las actividades típicas de la vida diaria desde la postguerra hasta la actualidad de la población de Valdemeca, mediante esculturas-pinturas a tamaño real. Entre las esculturas representadas se encuentra la procesión de la Virgen de Belén, patrona del municipio, eventos taurinos, la Guardia Civil con la vestimenta de la época o jugando a los bolos, así como acciones tradicionales como separar la paja del grano a base de aventar, o albentar con lo llaman por esta zona, construir un muro con piedras o llevar las mercancías en burro, como se hacía antaño. 
Tal ha sido el éxito de la iniciativa, que otras poblaciones de la Serranía de Cuenca como Cañete o la Huerta del Marquesado han decidido "ilustrar" sus municipios con estas figuras representativas de las actividades de otra época. 

### Virgen de Belén
Las fiestas patronales se celebran el día 2 y 3 de julio. Hay documentos en el archivo Diocesano de la provincia de Cuenca que dan testimonio de lo antiquísimas que son estas fiestas. Documentos que se remontan al siglo XVII, en los que se habla de que en la villa de Valdemeca se realizaban misas en honor a la Virgen de Belén los días 2 y 3 de julio y las autoridades pagaban a unos dulzaineros para que amenizaran los festejos.
La fiesta comienza el día 2 de julio. El día 2 se celebra la tradicional procesión con la imagen de la patrona. El acto empieza a las 12 horas cuando una banda de música recoge, de uno en uno y por orden, a los tres festeros de ese año, los llamados cargos. Con un entrañable pasacalle recorren las calles de la villa al tiempo que se van uniendo las autoridades. Los tres cargos, engalanados con un sombrero de fieltro, representan tres poderes, el poder civil, el poder militar y el religioso, cada uno identificado con un símbolo, el bastón, el pincho y la bandera, respectivamente. Tras el pasacalle se celebra una fervorosa procesión encabezada por la imagen de la patrona, seguida por los tres cargos y después por todos los vecinos del municipio congregados. Los actos religiosos concluyen con la misa celebrada en el templo de la villa, durante la cual, los tres festeros permanecen en la puerta simulando una custodia pasada. La Eucaristía finaliza con el canto del himno de la patrona. Acto seguido, todos los vecinos se trasladan al edificio conocido como las Escuelas, ya que aquí se ubicaba el antiguo colegio. Los últimos en entrar son los tres festeros y las autoridades del municipio acompañados por la banda de música. En estos salones los festeros agasajan a los vecinos con un ágape a base de diferentes aperitivos y canapés, donde no pueden faltar el chocolate caliente con magdalenas y los cañamones tostados, producto, este último, más propio de otras épocas y que se ha mantenido como tradición a lo largo de los años. Terminada la comida los vecinos regresan a sus hogares y las autoridades y los tres cargos, junto a la banda de música, realizan otro pasacalle con el que se deja a esta comitiva, de uno en uno y en orden inverso al de la mañana, en sus casas. Este día finaliza con la actuación de la orquesta que lleva varias décadas tocando en el pueblo y la cual incluso ha compuesto una canción para el pueblo como agradecimiento. 
El día 3 se celebra la denominada corrida de la bandera. Este acto tiene un gran interés cultural, incluso se retransmite cada año en la televisión autonómica manchega. Los actos empiezan por la tarde. La banda de música recoge a los tres cargos y a las autoridades siguiendo el mismo protocolo tácito que el día 2. Primero el bastón, luego el pincho, después el que porta la bandera y, por último, a las autoridades políticas de la villa. Tras un pasacalle entran en la plaza llamada del Coso, donde están reunidos todos los vecinos, por un estrecho callejón. Esta tradición, según la cultura oral, recuerda al momento en el que los antepasados tomaron la plaza para informar al pueblo de que habían sido cristianizados. Una vez en la plaza los tres cargos dan una vuelta saludando con sus sombreros a los congregados. A partir de este momento empieza lo que se conoce como la corrida de la bandera. Cada cargo, de manera individual, se coloca en el centro de la plaza de cara a las autoridades. Coloca el sombrero en el suelo y con la bandera desplegada empieza a realizar giros de 360° al compás de la música. Este ritual lo repiten tres veces los tres cargos, en tres tandas alternativas, una por cada cargo y con un descanso entre cada una de las tandas. En la tercera se produce el momento más emotivo. Cada festero sale al centro de la plaza y en voz alta pronuncia la frase “Hay algún voluntario para la Virgen de Belén”. En ese momento las personas que tienen ofrecido el cargo saltan a la plaza para cogerlo. También se puede pronunciar la frase “Viva la Virgen de Belén”, con esto indica el cargo que desea ser festero, otra vez, al año siguiente. Después, los tres cargos entrantes, que serán los que conviden a los vecinos al año siguiente, seguidos de todos los vecinos, se dirigen a la entrada del pueblo para ver la tradicional carrera pedestre, la llamada joya. Esta carrera parte del paraje conocido como el Villarejo donde, según se ha transmitido oralmente, la Virgen de Belén se apareció a unos pastores, ya que, al parecer, desde allí la imagen de la villa tenía cierto parecido a Belén. El último acto del día se realiza, nuevamente, en la plaza de la villa. Allí los tres nuevos festeros bailan tres jotas, una por cada cargo.
Por último, el último día se celebra la "Carne del toro" en “la Dehesilla” donde acude todo el pueblo a comer. Asimismo, para el disfrute de los valdemequeros y de los municipios de alrededor, se realizan varios días de verbenas por la noche en los días 2 y 3, así como los días cercanos al fin de semana (posterior o anterior según el día de la semana del 2 o 3 de julio).

### San Roque
El día 16 de agosto se celebra una Misa especial en honor a San Roque, patrón del pueblo. Todo el pueblo sube en procesión hasta La Dehesilla con el santo y se celebra la Misa, en la que al finalizar se bendice el pan y el vino y se reparte un panecillo circular por persona de la familia y una botella de vino por familia.

### Fiestas de agosto
Uno de los fines de semana de agosto, habitualmente el primero o segundo, se celebran fiestas durante tres o cuatro días, en las que, entre otras cosas, hay orquesta nocturna, actividades para los niños por el día. Durante el domingo de ese fin de semana se celebra la Carne del toro, reuniéndose en la Dehesilla.
Estas fiestas son organizadas por la comisión de fiestas y colabora todo el pueblo mediante cuotas voluntarias, que permiten que se celebre la fiesta de forma exitosa.

## Gastronomía

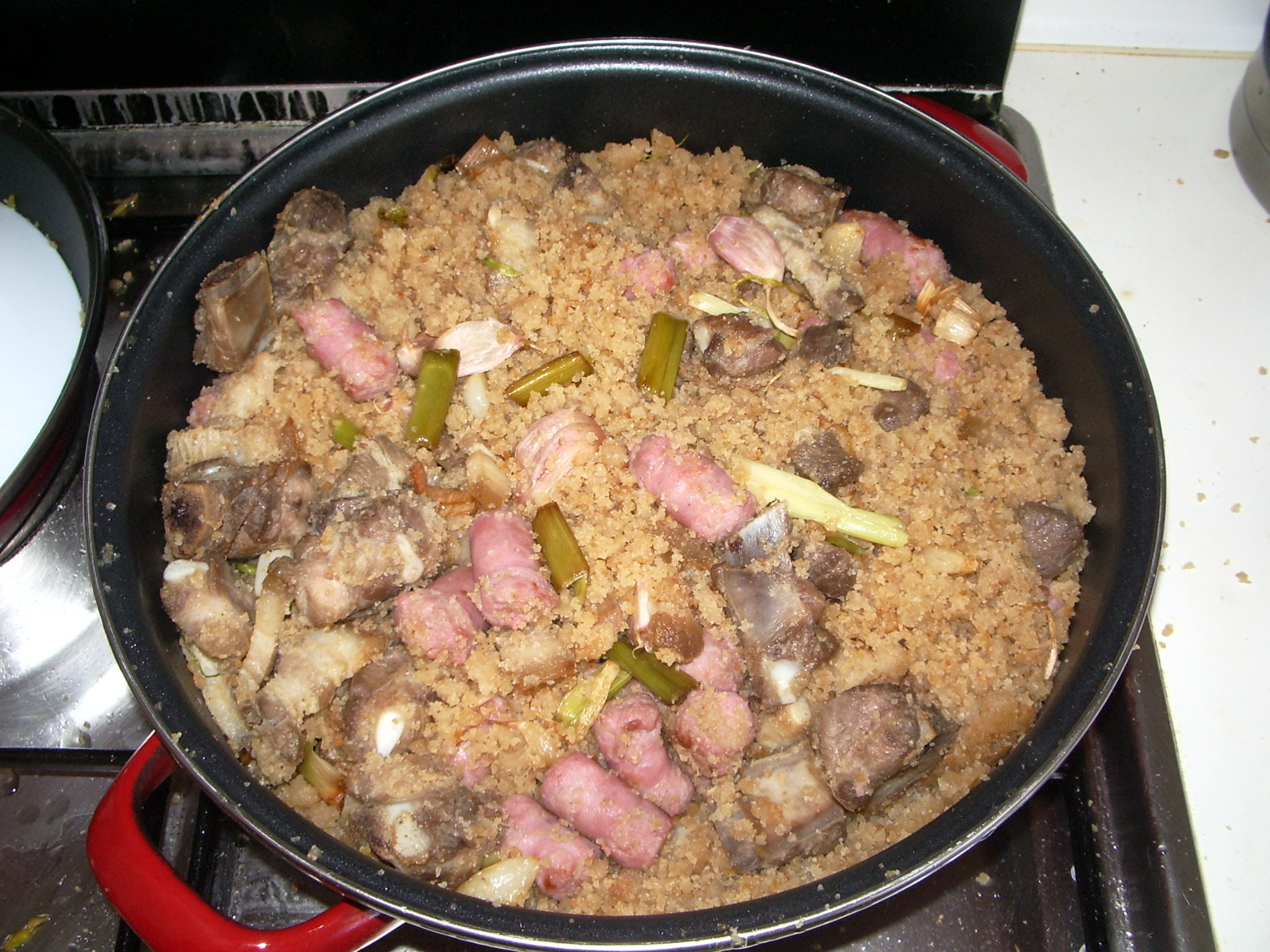
Migas manchegas o ruleras

Su gastronomía viene marcada por la ganadería trashumante y la dureza del clima. En toda la Serranía de Cuenca son famosos platos como el morteruelo, el ajo arriero, la caldereta de cordero, el gazpacho de pastor, el embutido de orza (chorizos, morcillas, lomo y costillas), las gachas y las migas ruleras. La caza y la pesca aportan imaginativos platos con el ciervo, el jabalí y la trucha como protagonistas.
Como ya se ha dicho destaca como comida típica el morteruelo, que es un guiso que se hace con hígado de cerdo (y a veces se le añaden otras carnes como lomo de cerdo, pollo o gallina, conejo, etc.), especias y pan rallado, todo ello bien machacado en un mortero para que el resultado sea una pasta. 
Además, como celebración en los días de la fiesta a la Virgen de Belén, se realiza la Carne del toro donde se cocina dicha carne en unos recipientes especiales y se reúne el pueblo a comer en La Dehesilla.